# Øvelser med ind- og udstigning af bil for polioramte
|  | Denne artikel er oprettet af botten Steenthbot ud fra en ekstern database. Den kan derfor have sproglige fejl eller mangler. Denne skabelon kan fjernes efter kontrol af indholdet. |

Øvelser med ind- og udstigning af bil for polioramte er en dansk dokumentarfilm.

## Handling
Instruktionsfilm om øvelser med ind- og udstigning af bil for polioramte, der bruger krykker eller sidder i kørestol. Der trænes med flere forskellige bilmodeller. Årstal ukendt.